# ディファフェスタ
ディファフェスタは、ディファ有明にて行われるGPWA主催のプロレスイベントである。
ゴールデンウィークの2007年5月5日、6日に1日3興行敢行され、各日の最終興行は第3回ディファカップが行われる。
その他にも催し物としてフリーマーケットや、各団体選手参加のもちつき大会などが開催される。
しかし、ゴールデンウィーク中ということで加盟団体も興行があるため、不参加も多く、決定カードが遅く発表された。

## ディファフェスタ2007
- 大会名 : 『ディファフェスタ2007』
- 開催日時 : 2007年5月5日、5月6日
- 開演時間 : 11:00開場、2日で5興行を、それぞれ12:00・15:30・19:00開始
- 開催場所 : ディファ有明

## 5月5日

### 第7回SEM
- 『こどもの日スペシャル』
- 開演時間 : 15:30開演
- 観客動員数 : 820人

| 第1試合             |                                 |                          |
| リッキー・マルビン  | 20分00秒 時間切れ引き分け       | 石森太二                 |
| 第2試合             |                                 |                          |
| ○KENTA              | 13分06秒 逆エビ固め             | 平柳努●                  |
| 第3試合             |                                 |                          |
| ○ムシキング・テリー | 12分43秒 ミストクラッシュ       | 伊藤旭彦●                |
| 第4試合             |                                 |                          |
| ○杉浦貴 丸藤正道    | 17分41秒 オリンピック予選スラム | モハメド・ヨネ 谷口周平● |
| 第5試合             |                                 |                          |
| ○森嶋猛             | 11分08秒 バックドロップ         | 橋誠●                    |

### 第3回ディファカップ
- 開演時間 : 19:00開演 詳細はディファカップ

### その他
- ディファ・フェスタ2007 フリーマーケット
- ディファ・フェスタ2007 餅つき大会（大谷晋二郎、村上和成）
- プロレスリングSUN・プロレス教室
- レスラーと芸人よる野外イベント

## 5月6日

### Cruiser's Game
- 大会名 : Cruiser's Game 6th
- 開演時間 : 12:00
- 観客動員数 : 560人

| 第1試合 シングルマッチ               |                                             |                            |
| ○SUSUMU (レッスルゲイト)             | 8分46秒 変形デスバレーボム                  | 趙雲子龍● (新北京プロレス) |
| 第2試合 タッグマッチ                 |                                             |                            |
| ●マスク・ド・チェリー ロンドンキッド | 11分25秒 ドラゴン・スープレックス・ホールド | MASAMUNE UEMATSU○          |
| 第3試合 シングルマッチ               |                                             |                            |
| ○宮本裕向 (666)                      | 10分47秒 ムーンサルトプレス                 | isami● (ユニオンプロレス)  |
| 第4試合 タッグマッチ                 |                                             |                            |
| ○近藤修司 アントーニオ本多           | 8分23秒 キングコングラリアット              | 澤宗紀 吉川祐太●           |
| 第5試合 シングルマッチ               |                                             |                            |
| ○KENTA (NOAH)                        | 20分11秒 go2sleep                           | KUDO● (DDT)                |
| 第6試合 シングルマッチ               |                                             |                            |
| ○MIKAMI (DDT)                        | 23分59秒 ヴォルカニックボム                 | 怨霊● (666)                |

### ZERO1-MAX
- 大会名 :
- 開演時間 : 15:30
- 観客動員数 : 1,200人

| 第1試合 タッグマッチ                           |                                           |                                        |
| ○崔領二 佐々木義人 (プロレスラー)              | 8分6秒 那智の滝                           | 佐藤耕平 澤宗紀●                       |
| 第2試合 プロレスリングSUN提供試合              |                                           |                                        |
| 高橋奈苗 ●夏樹☆たいよう                        | 10分13秒 Lanakila-H                       | Hikaru○ 江本敦子                       |
| 第3試合 タッグマッチ                           |                                           |                                        |
| ○C.W.アンダーソン ブラックエンペラー           | 7分20秒 スパイン・バスター                | 高西翔太● エル・ブレイザー             |
| 第4試合 特別試合                               |                                           |                                        |
| ●前村早紀                                      | 7分30秒 ノーザンライトボム                | スティーブ・コリノ○                    |
| 第5試合 特別試合〜アニキvsカシラ               |                                           |                                        |
| ○神風                                          | 12分38秒 グラウンドゴブラツイストホールド | 川畑輝鎮●                              |
| 第6試合 ZERO1-MAX vs FEC                       |                                           |                                        |
| 日高郁人 藤田ミノル ○菅原拓也                  | 13分19秒 十三不塔                         | ディック東郷 折原昌夫 マッチョ☆パンプ● |
| 第7試合 ディファフェスタスペシャルタッグマッチ |                                           |                                        |
| ○大谷晋二郎 村上和成                           | 15分00秒 腕ひしぎ逆十字固め               | 大森隆男● 川田利明                     |

全試合終了後
| ZERO1-MAX対芸人 〜漫才対決 |                    |          |
| ○崔領二 ○田中将斗          | お客さんによる判定 | Wコロン● |

### 第3回ディファカップ
- 開演時間 : 19:00開演 詳細はディファカップ

### その他
- ディファ・フェスタ2007 フリーマーケット
- ディファ・フェスタ2007 団体対抗ちゃんこ大会
- 週プロ in ディファフェスタ、"brother"YASSHIのカス野郎千人斬り（トークショー）